# Resolució 1922 del Consell de Seguretat de les Nacions Unides
La Resolució 1922 del Consell de Seguretat de les Nacions Unides fou adoptada per unanimitat el 12 de maig de 2010. Després de recordar les resolucions 1769 (2007), 1778 (2007), 1834 (2008), 1861 (2009) i 1913 (2010), el Consell va assenyalar que la situació a la regió del Darfur (Sudan) i el Txad i la República Centreafricana constituïa una amenaça per a la pau i la seguretat internacionals i, per tant, va ampliar el mandat de la Missió de les Nacions Unides a la República Centreafricana i al Txad (MINURCAT) durant dues setmanes més, fins al 26 de maig de 2010, a l'espera de noves discussions sobre el seu futur.
El Txad havia demanat que el MINURCAT marxé perquè no s'havia desplegat completament, no protegia els civils ni construïa els projectes d'infraestructura promesos; el govern del Txad assumiria la responsabilitat principal de la protecció de civils. El Secretari General de les Nacions Unides Ban Ki-moon, en el seu informe sobre la situació, va suggerir que el mandat de MINURCAT es prorrogués un any més, notant la contínua inestabilitat al nord-est de la República Centreafricana que limita amb el Txad i Sudan i la necessitat de protegir els refugiats de la regió sudanesa del Darfur. D'aquesta manera, es podria produir una retirada gradual del component militar de les Nacions Unides si el Consell acceptava les seves propostes.